# Marion Bunel
Marion Bunel (Bernay, 7 oktober 2004) is een Frans wegwielrenster en veldrijdster.

## Carrière
Bunel komt uit een wielerfamilie; haar overgrootouders handelden in fietsen en haar grootouders en vader waren wielrenners. Ze was zelf lid van de wielerclub van Lisieux.
In 2023 werd ze zevende in haar eerste profwedstrijd, La Périgord Ladies. Daarna werd ze achtste in de Ronde van de Toekomst voor vrouwen, waar ze de revelatie was samen met de Nederlandse Nienke Vinke. Ze waren de enige twee rensters in de top 10 die nog 18 jaar oud waren.
In 2024 sloot ze zich aan bij St Michel-Mavic-Auber93, waar ze een jaar eerder stage had gelopen. Ze onderscheidde zich in de Ronde van de Verenigde Arabische Emiraten door vijfde te worden in de koninginnenrit naar Jebel Hafeet en behaalde haar eerste UCI-zege in juni met de Alpes Grésivaudan Classic, voor Évita Muzic.
Op slechts negentienjarige leeftijd nam ze deel aan de Ronde van Frankrijk als aanvoerster van haar ploeg. Teleurgesteld door een slechte prestatie in de derde etappe, slaagde ze erin om haar klimkunsten te tonen en eindigde de ronde op de zeventiende plaats, als derde beste jonge renster dankzij een elfde plaats in de laatste etappe op de top van Alpe d'Huez, zeven minuten achter Demi Vollering. Drie dagen later startte ze in de Ronde van de Toekomst. Ze won de eerste etappe met een solo-overwinning in Les Karellis, na een aanval op 5,7 km van de finish, waarmee ze ook de gele trui pakte. Twee dagen later, op de Colle delle Finestre, won ze de slotetappe, opnieuw solo en met een voorsprong van een minuut en 55 seconden, en tegelijkertijd het algemeen klassement. Ze werd ook de eerste renner - man of vrouw - die een etappe won die finishte op de top van deze pas. Eind september 2024 werd ze geselecteerd voor de wereldkampioenschappen wielrennen 2024 in Zürich, waar ze als 57e zou finishen.
In oktober 2024 tekende Marion Bunel voor drie seizoenen bij Visma-Lease a Bike. Haar debuut voor de ploeg maakte ze in februari in de Ronde van de Verenigde Arabische Emiraten. In augustus werd ze nationaal kampioene op de weg bij de beloften.

## Palmares

### Overwinningen
2024
Alpes Grésivaudan Classic
1e en 3e etappe Ronde van de Toekomst
Eind- en jongerenklassement Ronde van de Toekomst
Jongerenklassement Ronde van de Ardèche
2025
Jongerenklassement Ronde van Catalonië
Jongerenklassement Ronde van Zwitserland
 Frans kampioene op de weg, Beloften

#### Resultaten in voornaamste wedstrijden
| Jaar | Ronde van Italië | Ronde van Frankrijk | Ronde van Spanje |
| ---- | ---------------- | ------------------- | ---------------- |
| 2024 |                  | 17e                 |                  |
| 2025 |                  | 39e                 | 24e              |

| Jaar | Amstel Gold Race | Luik-Bast.‑Luik | Waalse Pijl |  | WK op de weg |
| ---- | ---------------- | --------------- | ----------- |  | ------------ |
| 2024 |                  | 39e             | opgave      |  | 57e          |
| 2025 | 18e              | 22e             | 18e         |  |              |

#### Resultaten in kleinere rondes
| Jaar | Tour Down Under | Ronde van de VAE | Ronde van het Baskenland | Ronde van Groot-Brittannië | Ronde van Catalonië | Ronde van Zwitserland | Ronde van de Ardèche |
| ---- | --------------- | ---------------- | ------------------------ | -------------------------- | ------------------- | --------------------- | -------------------- |
| 2024 | 15e             | 5e               | 24e                      | 29e                        |                     | 21e                   | ↑                    |
| 2025 |                 | 111e             |                          |                            | ↑                   | 9e                    |                      |

## Ploegen
- 2023 –  St Michel-Mavic-Auber93 (stagiaire vanaf 1 augustus)
- 2024 –  St Michel-Mavic-Auber93
- 2025 –  Team Visma | Lease a Bike

Achtereekte · van Agt · von Berswordt · Bunel · Chladoňová · van Empel · Ferrand-Prévot · Fidanza · Geurts · Nooijen · Oudeman · Reijnhout · Riedmann · Veenhoven · Vigié · Vos · de Vries · Wolff